# Smalbladet perikon
Smalbladet perikon (Hypericum erectum) er en lav, løvfældende busk med en tætgrenet, opret vækst. Bladene er lancetformede og helrandede med græsgrøn over- og underside. Blomsterne er gule og ses først sent på sæsonen. Af disse grunde plantes den ofte i haverne, hvor især sorten 'Gemo' er populær.

## Beskrivelse
Smalbladet perikon er en lav, løvfældende busk med en tær, opret vækst. Barken er først glat og lysegrøn, men senere bliver den blank og brun. Knopperne er modsatte og ganske små. Bladene er lancetformede og helrandede med græsgrøn over- og underside. Blomstringen sker i juli-august, hvor busken er dækket af gule blomster, som sidder i kvaste for enden af skuddene. Frøene modner ikke her i landet.
Rodnettet er egentlig groft og vidt udbredt, men de stiklingeformerede sorter har et mere trævlet og svagt rodnet.
Højde x bredde og årlig tilvækst: 0,75 x 1 m (10 x 15 cm/år).

## Hjemsted
Smalbladet perikon hører hjemme i Japan og Korea, hvor den optræder ukrudtsagtigt sammen med andre lave buske i skovbryn og krat, langs vejkanter og på græssede arealer. 
På bjerget Nikko, hvor der er udpræget fastlandsklima, findes den i 700 m højde sammen med bl.a. hortensia, brun daglilje, havehortensia, hvid fredløs, hvid jodplante, japansk bøg, japansk kryptomeria, japansk løn, japansk spiræa, japansk ædelgran, Lilium auratum, sieboldhemlock, skrueædelgran og tofarvet kløverbusk.
| Portal | Portal:Botanik |

## Note
1. ↑  Plantecology: Japan Excursion 2004 Arkiveret 4. september 2011 hos  Wayback Machine (tysk) oversigt over fundsteder og plantelister til disse